# Har Sifsof
Har Sifsof (hebreiska: הר ספסוף) är ett berg i Israel.   Det ligger i distriktet Norra distriktet, i den norra delen av landet. Toppen på Har Sifsof är 802 meter över havet. Har Sifsof ingår i Haré Meron.
Terrängen runt Har Sifsof är kuperad.Runt Har Sifsof är det tätbefolkat, med 511 invånare per kvadratkilometer. Närmaste större samhälle är Karmi'el, 15,2 km sydväst om Har Sifsof. 